# Tarachidia tenuicula
Tarachidia tenuicula là một loài bướm đêm trong họ Noctuidae.